# 12e étape du Tour d'Italie 2013
La 12e étape du Tour d'Italie 2013 a été courue le jeudi 16 mai 2013 entre les villes de Longarone à Trévise sur une distance de 134 km. Le Britannique Mark Cavendish remporte sa troisième victoire sur cette édition du Giro, devant le Français Nacer Bouhanni et le Slovène Luka Mezgec. Cavendish ravit des épaules de Cadel Evans le maillot rouge de leader du classement par points. L'autre fait marquant de la journée est l'arrivée de Bradley Wiggins, quatrième du classement général de la veille, à plus de trois minutes du temps du groupe du vainqueur dans lequel les autres favoris figuraient.
Mauro Santambrogio est disqualifié après un contrôle positif à l'EPO effectué au terme de la première étape. Il perd les classements de cette étape.

## Parcours de l'étape
Cette étape de 134 km est l'une des plus courtes de ce Tour d'Italie. Elle part de Longarone et arrive à Trévise. Le parcours est essentiellement en descente. Il comprend deux côtes de quatrième catégorie : le mur de Ca' del Poggio et la côte du Montello. Ce profil fait de cette étape l'une des rares de ce Giro à être promises aux sprinters. La ville d'arrivée, Trévise, est la ville où siège le fabricant de cycles Pinarello, fournisseur des équipes Sky et Movistar, et est la capitale de la Vénétie, région d'origine des jeunes sprinters italiens Sacha Modolo, Giacopo Guardini et Elia Viviani.

## Déroulement de la course
Une échappée se forme immédiatement après le départ. Quatre coureurs sortent du peloton : Maxim Belkov (Katusha), vainqueur de la neuvième étape, Fabio Felline (Androni Giocattoli-Venezuela), Bert De Backer (Argos-Shimano) et Maurits Lammertink (Vacansoleil-DCM). Marco Marcato, membre lui aussi de l'équipe Vacansoleil-DCM, les rejoint. L'étape est essentiellement disputée sous la pluie et les routes sont humides. Une chute de Belkov dans une descente entraîne tous les coureurs du groupe au sol, sauf De Backer. Ils parviennent tous à reprendre la route.
Cette étape étant l'une des rares accessibles aux sprinteurs durant ce Giro, les équipes Omega Pharma-Quick Step et Cannondale ne laissent pas l'échappée prendre une avance importante, la maintenant aux alentours de trois minutes. Le peloton commence à rattraper les échappés après avoir passé la côte de Montello-S.M.d.Vittoria, à 41 km de l'arrivée. L'écart est de deux minutes à une vingtaine de kilomètres de la fin de l'étape, une minute sept kilomètres plus loin, et 27 secondes au premier passage sur la ligne d'arrivée. Ils sont repris à 500 mètres de l'arrivée. Parfaitement lancé par Gert Steegmans, Mark Cavendish sa troisième étape sur ce Tour d'Italie, en autant de sprints disputés. Il devance Nacer Bouhanni (FDJ) and Luka Mezgec (Argos-Shimano),.
Arrivé dans le peloton, Vincenzo Nibali conserve son avance de 41 secondes sur Cadel Evans au classement général. Distancé dans la descente de la côte de Montello, Bradley Wiggins perd plus de trois minutes. De la quatrième place au classement général, il passe à la treizième, à 5 minutes 22 secondes du maillot rose. Écarté de la lutte pour la première place, il n'est désormais plus le leader de l'équipe Sky. Dave Brailsford, manager de l'équipe, désigne à sa place Rigoberto Urán, troisième du classement général.
Grâce à sa victoire Cavendish reprend à Cadel Evans la première place du classement par points. Les autres classements annexes conservent les mêmes leaders : Stefano Pirazzi restent en tête du classement de la montagne, Rafał Majka meilleur jeune et Sky première des classements par équipes.

## Résultats de l'étape

### Classement à l'arrivée
| Classement de l'étape | Classement de l'étape | Classement de l'étape | Classement de l'étape     | Classement de l'étape | Classement de l'étape |
|                       | Coureur               | Pays                  | Équipe                    |                       | Temps                 |
| --------------------- | --------------------- | --------------------- | ------------------------- | --------------------- | --------------------- |
| Vainqueur             | Mark Cavendish        | Grande-Bretagne       | Omega Pharma-Quick Step   | en                    | 3 h 1 min 47 s        |
| 2e                    | Nacer Bouhanni        | France                | FDJ                       |                       | m.t                   |
| 3e                    | Luka Mezgec           | Slovénie              | Argos-Shimano             |                       | m.t                   |
| 4e                    | Giacomo Nizzolo       | Italie                | RadioShack-Leopard        |                       | m.t                   |
| 5e                    | Brett Lancaster       | Australie             | Orica-GreenEDGE           |                       | m.t                   |
| 6e                    | Manuel Belletti       | Italie                | AG2R La Mondiale          |                       | m.t                   |
| 7e                    | Roberto Ferrari       | Italie                | Lampre-Merida             |                       | m.t                   |
| 8e                    | Sacha Modolo          | Italie                | Bardiani Valvole-CSF Inox |                       | m.t                   |
| 9e                    | Ioánnis Tamourídis    | Grèce                 | Euskaltel Euskadi         |                       | m.t                   |
| 10e                   | Francisco Ventoso     | Espagne               | Movistar                  |                       | m.t                   |
| modifier              |                       |                       |                           |                       |                       |

### Sprints
| 1. Sprint intermédiaire de Pieve d'Alpago (km 11) | 1. Sprint intermédiaire de Pieve d'Alpago (km 11) | 1. Sprint intermédiaire de Pieve d'Alpago (km 11) | 1. Sprint intermédiaire de Pieve d'Alpago (km 11) | 1. Sprint intermédiaire de Pieve d'Alpago (km 11) | 1. Sprint intermédiaire de Pieve d'Alpago (km 11) |
|                                                   | Coureur                                           | Pays                                              | Équipe                                            |                                                   | Point(s)                                          |
| ------------------------------------------------- | ------------------------------------------------- | ------------------------------------------------- | ------------------------------------------------- | ------------------------------------------------- | ------------------------------------------------- |
| 1er                                               | Maurits Lammertink                                | Pays-Bas                                          | Vacansoleil-DCM                                   |                                                   | 8                                                 |
| 2e                                                | Maxim Belkov                                      | Russie                                            | Katusha                                           |                                                   | 6                                                 |
| 3e                                                | Marco Marcato                                     | Italie                                            | Vacansoleil-DCM                                   |                                                   | 4                                                 |
| 4e                                                | Bert De Backer                                    | Belgique                                          | Argos-Shimano                                     |                                                   | 3                                                 |
| 5e                                                | Fabio Felline                                     | Italie                                            | Androni Giocattoli-Venezuela                      |                                                   | 2                                                 |
| 6e                                                | Serge Pauwels                                     | Belgique                                          | Omega Pharma-Quick Step                           |                                                   | 1                                                 |
| modifier                                          |                                                   |                                                   |                                                   |                                                   |                                                   |

| 2. Sprint intermédiaire de Vidor (km 79) | 2. Sprint intermédiaire de Vidor (km 79) | 2. Sprint intermédiaire de Vidor (km 79) | 2. Sprint intermédiaire de Vidor (km 79) | 2. Sprint intermédiaire de Vidor (km 79) | 2. Sprint intermédiaire de Vidor (km 79) |
|                                          | Coureur                                  | Pays                                     | Équipe                                   |                                          | Point(s)                                 |
| ---------------------------------------- | ---------------------------------------- | ---------------------------------------- | ---------------------------------------- | ---------------------------------------- | ---------------------------------------- |
| 1er                                      | Maxim Belkov                             | Russie                                   | Katusha                                  |                                          | 8                                        |
| 2e                                       | Bert De Backer                           | Belgique                                 | Argos-Shimano                            |                                          | 6                                        |
| 3e                                       | Maurits Lammertink                       | Pays-Bas                                 | Vacansoleil-DCM                          |                                          | 4                                        |
| 4e                                       | Fabio Felline                            | Italie                                   | Androni Giocattoli-Venezuela             |                                          | 3                                        |
| 5e                                       | Marco Marcato                            | Italie                                   | Vacansoleil-DCM                          |                                          | 2                                        |
| 6e                                       | Gert Steegmans                           | Belgique                                 | Omega Pharma-Quick Step                  |                                          | 1                                        |
| modifier                                 |                                          |                                          |                                          |                                          |                                          |

| Sprint final de Trévise (km 134) | Sprint final de Trévise (km 134) | Sprint final de Trévise (km 134) | Sprint final de Trévise (km 134) | Sprint final de Trévise (km 134) | Sprint final de Trévise (km 134) |
|                                  | Coureur                          | Pays                             | Équipe                           |                                  | Point(s)                         |
| -------------------------------- | -------------------------------- | -------------------------------- | -------------------------------- | -------------------------------- | -------------------------------- |
| 1er                              | Mark Cavendish                   | Grande-Bretagne                  | Omega Pharma-Quick Step          |                                  | 25                               |
| 2e                               | Nacer Bouhanni                   | France                           | FDJ                              |                                  | 20                               |
| 3e                               | Luka Mezgec                      | Slovénie                         | Argos-Shimano                    |                                  | 16                               |
| 4e                               | Giacomo Nizzolo                  | Italie                           | RadioShack-Leopard               |                                  | 14                               |
| 5e                               | Brett Lancaster                  | Australie                        | Orica-GreenEDGE                  |                                  | 12                               |
| 6e                               | Manuel Belletti                  | Italie                           | AG2R La Mondiale                 |                                  | 10                               |
| 7e                               | Roberto Ferrari                  | Italie                           | Lampre-Merida                    |                                  | 9                                |
| 8e                               | Sacha Modolo                     | Italie                           | Bardiani Valvole-CSF Inox        |                                  | 8                                |
| 9e                               | Ioánnis Tamourídis               | Grèce                            | Euskaltel Euskadi                |                                  | 7                                |
| 10e                              | Francisco Ventoso                | Espagne                          | Movistar                         |                                  | 6                                |
| 11e                              | Davide Appollonio                | Italie                           | AG2R La Mondiale                 |                                  | 5                                |
| 12e                              | Kenny Dehaes                     | Belgique                         | Lotto-Belisol                    |                                  | 4                                |
| 13e                              | Robert Hunter                    | Afrique du Sud                   | Garmin-Sharp                     |                                  | 3                                |
| 14e                              | Grega Bole                       | Slovénie                         | Vacansoleil-DCM                  |                                  | 2                                |
| 15e                              | Daniele Bennati                  | Italie                           | Saxo-Tinkoff                     |                                  | 1                                |
| modifier                         |                                  |                                  |                                  |                                  |                                  |

### Côtes
| 1. Mur de Ca' del Poggio, 4e catégorie (km 57,3) | 1. Mur de Ca' del Poggio, 4e catégorie (km 57,3) | 1. Mur de Ca' del Poggio, 4e catégorie (km 57,3) | 1. Mur de Ca' del Poggio, 4e catégorie (km 57,3) | 1. Mur de Ca' del Poggio, 4e catégorie (km 57,3) | 1. Mur de Ca' del Poggio, 4e catégorie (km 57,3) |
|                                                  | Coureur                                          | Pays                                             | Équipe                                           |                                                  | Point(s)                                         |
| ------------------------------------------------ | ------------------------------------------------ | ------------------------------------------------ | ------------------------------------------------ | ------------------------------------------------ | ------------------------------------------------ |
| 1er                                              | Marco Marcato                                    | Italie                                           | Vacansoleil-DCM                                  |                                                  | 3                                                |
| 2e                                               | Maxim Belkov                                     | Russie                                           | Katusha                                          |                                                  | 2                                                |
| 3e                                               | Fabio Felline                                    | Italie                                           | Androni Giocattoli-Venezuela                     |                                                  | 1                                                |
| modifier                                         |                                                  |                                                  |                                                  |                                                  |                                                  |

| 2. Côte de Montello S. M. d. Vittoria, 4e catégorie (km 93) | 2. Côte de Montello S. M. d. Vittoria, 4e catégorie (km 93) | 2. Côte de Montello S. M. d. Vittoria, 4e catégorie (km 93) | 2. Côte de Montello S. M. d. Vittoria, 4e catégorie (km 93) | 2. Côte de Montello S. M. d. Vittoria, 4e catégorie (km 93) | 2. Côte de Montello S. M. d. Vittoria, 4e catégorie (km 93) |
|                                                             | Coureur                                                     | Pays                                                        | Équipe                                                      |                                                             | Point(s)                                                    |
| ----------------------------------------------------------- | ----------------------------------------------------------- | ----------------------------------------------------------- | ----------------------------------------------------------- | ----------------------------------------------------------- | ----------------------------------------------------------- |
| 1er                                                         | Maxim Belkov                                                | Russie                                                      | Katusha                                                     |                                                             | 3                                                           |
| 2e                                                          | Fabio Felline                                               | Italie                                                      | Androni Giocattoli-Venezuela                                |                                                             | 2                                                           |
| 3e                                                          | Marco Marcato                                               | Italie                                                      | Vacansoleil-DCM                                             |                                                             | 1                                                           |
| modifier                                                    |                                                             |                                                             |                                                             |                                                             |                                                             |

## Classements à l'issue de l'étape

### Classement général
| Classement général | Classement général | Classement général | Classement général        | Classement général | Classement général |
|                    | Coureur            | Pays               | Équipe                    |                    | Temps              |
| ------------------ | ------------------ | ------------------ | ------------------------- | ------------------ | ------------------ |
| 1er                | Vincenzo Nibali    | Italie             | Astana                    | en                 | 46 h 28 min 14 s   |
| 2e                 | Cadel Evans        | Australie          | BMC Racing                | +                  | 41 s               |
| 3e                 | Rigoberto Urán     | Colombie           | Sky                       |                    | 2 min 4 s          |
| 4e                 | Robert Gesink      | Pays-Bas           | Blanco                    |                    | 2 min 12 s         |
| 5e                 | Michele Scarponi   | Italie             | Lampre-Merida             |                    | 2 min 13 s         |
| 6e                 | Mauro Santambrogio | Italie             | Vini Fantini-Selle Italia |                    | 2 min 55 s         |
| 7e                 | Przemysław Niemiec | Pologne            | Lampre-Merida             |                    | 3 min 35 s         |
| 8e                 | Beñat Intxausti    | Espagne            | Movistar                  |                    | 4 min 5 s          |
| 9e                 | Domenico Pozzovivo | Italie             | AG2R La Mondiale          |                    | 4 min 17 s         |
| 10e                | Rafał Majka        | Pologne            | Saxo-Tinkoff              |                    | 4 min 21 s         |
| modifier           |                    |                    |                           |                    |                    |

### Classement par points
| Classement par points | Classement par points | Classement par points | Classement par points   | Classement par points | Classement par points |
|                       | Coureur               | Pays                  | Équipe                  |                       | Point(s)              |
| --------------------- | --------------------- | --------------------- | ----------------------- | --------------------- | --------------------- |
| 1er                   | Mark Cavendish        | Grande-Bretagne       | Omega Pharma-Quick Step |                       | 83                    |
| 2e                    | Cadel Evans           | Australie             | BMC Racing              |                       | 73                    |
| 3e                    | Elia Viviani          | Italie                | Cannondale              |                       | 60                    |
| modifier              |                       |                       |                         |                       |                       |

### Classement du meilleur grimpeur
| Classement du meilleur grimpeur | Classement du meilleur grimpeur | Classement du meilleur grimpeur | Classement du meilleur grimpeur | Classement du meilleur grimpeur | Classement du meilleur grimpeur |
|                                 | Coureur                         | Pays                            | Équipe                          |                                 | Point(s)                        |
| ------------------------------- | ------------------------------- | ------------------------------- | ------------------------------- | ------------------------------- | ------------------------------- |
| 1er                             | Stefano Pirazzi                 | Italie                          | Bardiani Valvole-CSF Inox       |                                 | 46                              |
| 2e                              | Jackson Rodríguez               | Venezuela                       | Androni Giocattoli-Venezuela    |                                 | 26                              |
| 3e                              | Robinson Chalapud               | Colombie                        | Colombia                        |                                 | 23                              |
| modifier                        |                                 |                                 |                                 |                                 |                                 |

### Classement du meilleur jeune
| Classement du meilleur jeune | Classement du meilleur jeune | Classement du meilleur jeune | Classement du meilleur jeune | Classement du meilleur jeune | Classement du meilleur jeune |
|                              | Coureur                      | Pays                         | Équipe                       |                              | Temps                        |
| ---------------------------- | ---------------------------- | ---------------------------- | ---------------------------- | ---------------------------- | ---------------------------- |
| 1er                          | Rafał Majka                  | Pologne                      | Saxo-Tinkoff                 | en                           | 46 h 32 min 35 s             |
| 2e                           | Carlos Betancur              | Colombie                     | AG2R La Mondiale             | +                            | 1 min 5 s                    |
| 3e                           | Wilco Kelderman              | Pays-Bas                     | Blanco                       |                              | 4 min 34 s                   |
| modifier                     |                              |                              |                              |                              |                              |

### Classements par équipes

#### Classement au temps
| Classement par équipes au temps | Classement par équipes au temps | Classement par équipes au temps | Classement par équipes au temps | Classement par équipes au temps |
|                                 | Équipes                         | Pays                            |                                 | Temps                           |
| ------------------------------- | ------------------------------- | ------------------------------- | ------------------------------- | ------------------------------- |
| 1re                             | Sky                             | Royaume-Uni                     | en                              | 138 h 49 min 53 s               |
| 2e                              | Blanco                          | Pays-Bas                        | +                               | 2 min 12 s                      |
| 3e                              | Lampre-Merida                   | Italie                          |                                 | 9 min 44 s                      |
| modifier                        |                                 |                                 |                                 |                                 |

#### Classement aux points
| Classement par équipes aux points | Classement par équipes aux points | Classement par équipes aux points | Classement par équipes aux points | Classement par équipes aux points |
|                                   | Équipes                           | Pays                              |                                   | Point(s)                          |
| --------------------------------- | --------------------------------- | --------------------------------- | --------------------------------- | --------------------------------- |
| 1re                               | Sky                               | Royaume-Uni                       |                                   | 177                               |
| 2e                                | BMC Racing                        | États-Unis                        |                                   | 167                               |
| 3e                                | Movistar                          | Espagne                           |                                   | 159                               |
| modifier                          |                                   |                                   |                                   |                                   |

## Abandons
- Matti Breschel (Saxo-Tinkoff) : non-partant
- Dalivier Ospina (Colombia) : abandon